# Millettia semsei
Millettia semsei é uma espécie vegetal da família Fabaceae.
Apenas pode ser encontrada na Tanzânia.